# Anniversary (KinKi Kidsの曲)
『Anniversary』（アニヴァーサリー）は、KinKi Kidsの20枚目のシングル。2004年12月22日発売。発売元はジャニーズ・エンタテイメント。

## 解説
本作ではカップリング曲やインスト版を収録せず、A面とそのアレンジバージョンの2曲で500円（税別）という価格での発売となった。
前作から約11か月を経てのシングルであり、この時点ではKinKi Kids最長のシングルリリース間隔であった（後の『永遠に』～『Secret Code』も同様の間隔）が、2010年の『Family 〜ひとつになること』が前作から約1年1か月、さらに2013年の『まだ涙にならない悲しみが/恋は匂へと散りぬるを』が前作から約1年9か月を置いてリリースされ、本作を上回っている。
当初はアルバムと共に12月8日に発売される予定だったが、発売直前に急遽発売が延期された。そのため12月上旬には既に音楽番組などで披露されており、レコードショップ店頭やオンラインショップ、インターネット上などでも12月8日発売と発表されていた。

## チャート成績
本作は2005年1月3日付のオリコン週間ランキングで初週35.5万枚を売り上げて1位を獲得した。また、本作と同日発売されたアルバム『KinKi Single Selection II』も同日付で首位獲得し、シングルとアルバムによる初登場同時首位獲得は史上7度目であり、KinKi Kidsとしてはデビューシングル『硝子の少年』とアルバム『A album』で記録して以来7年5か月ぶりであり、浜崎あゆみに並ぶ史上最多、2度目の達成となった。CD累計売上は52.6万枚（オリコン調べ）を記録し、2001年発売の『情熱』以来、累計売上が50万枚を突破した。
また、1999年の『雨のMelody/to Heart』以来となるオリコンチャート複数週1位となっており、3週連続は1998年の『全部だきしめて/青の時代』（4週連続）以来である。

## 収録曲
1. Anniversary
（作詞：Satomi / 作曲：織田哲郎 / 編曲：家原正樹）
作曲は2001年の「ボクの背中には羽根がある」以来となる織田による提供。後に、織田がアルバム『MELODIES』にて、セルフカバーしている。
歌詞はストレートな愛情表現で記念日を祝った内容になっている。
自身の2007年のベスト・アルバム『39』発売時のファン投票で2位にランクインした。
出版者：ブライト・ノート・ミュージック
2. Anniversary -20th. memorial version-
（作詞：Satomi / 作曲：織田哲郎 / 編曲：安部潤）
こちらは演奏が主にストリングスだけになっており、ボーカルをメインに置いたアレンジバージョンである。

## 収録アルバム
- Anniversary
  - H album -H・A・N・D-
  - 39
  - Ballad Selection
  - The BEST

## 映像作品
- KinKi Kids Dome Tour 2004-2005 -Font De Anniversary.-
- 39（初回限定盤）
- Ø（初回限定盤）
- We are Øn' 39!! and U? KinKi Kids Live in DOME 07-08
- KinKi you DVD
- KinKi Kids 2010-2011 〜君も堂本FAMILY〜
- K album（初回限定盤）
- KinKi Kids Concert -Thank you for 15years- 2012-2013
- KinKi Kids Concert 2013-2014「L」
- 2015-2016 Concert KinKi Kids
- We are KinKi Kids Dome Concert 2016-2017 TSUYOSHI & YOU & KOICHI
- The BEST（初回限定盤）
- KinKi Kids CONCERT 20.2.21 -Everything happens for a reason-
- KinKi Kids O正月コンサート2021
- KinKi Kids Concert 2022-2023 24451〜The Story of Us〜
- P album（初回盤B）
- 39 Very much